# Jeannette Wopperer
Jeannette Wopperer (* 25. April 1967 in Freiburg im Breisgau) ist eine ehemalige Regionaldirektorin des Verbands Region Stuttgart und Politikerin der CDU.

## Leben und Karriere
Wopperer studierte Architektur und Städtebau in Karlsruhe und Zürich. Nach dem Abschluss als Dipl.-Ing. ging sie in den höheren bautechnischen Verwaltungsdienst beim Land Baden-Württemberg und wurde 1996 Regierungsbaumeisterin für Städtebau, Raumordnung und Landesplanung. Danach arbeitete sie als Stadtplanerin in Lörrach und von 1999 bis 2006 als hauptamtliche Beigeordnete für Bauwesen und Verkehr in Worms.
1984 trat Wopperer der Jungen Union und 1999 der CDU bei. Von 2006 bis 2009 war sie Abgeordnete des Rheinland-Pfälzischen Landtags. Dort war sie u. a. Mitglied des Innenausschusses und Sprecherin der CDU-Fraktion im Bereich Landesplanung und in Gleichstellungsfragen sowie Mitglied der Enquetekommission Klimawandel. Darüber hinaus war sie von 2007 bis 2009 stellvertretende Vorsitzende der Europa-Union Rheinland-Pfalz.
Am 23. März 2009 wurde Jeannette Wopperer von der Regionalversammlung des Verbands Region Stuttgart als Nachfolgerin von Bernd Steinacher zur Regionaldirektorin gewählt. Sie trat ihr Amt am 15. Juni 2009 an. 2011 wurde sie zur Sprecherin des Initiativkreises deutscher Metropolregionen gewählt. Von 2010 bis 2012 war sie Vizepräsidentin von METREX, einem Zusammenschluss europäischer Metropolregionen.  Am 1. Juli 2013 wurde sie aus gesundheitlichen Gründen in den Ruhestand versetzt.